# Eremochrysa spilota
Eremochrysa spilota är en insektsart som beskrevs av Banks 1950. Eremochrysa spilota ingår i släktet Eremochrysa och familjen guldögonsländor. Inga underarter finns listade i Catalogue of Life.